# Qianichthyosaurus
Genre
Qianichthyosaurus est un genre éteint d'ichthyosaure de la famille des Toretocnemidae. Il a vécu durant le Carnien (premier étage du Trias supérieur). Ses fossiles ont été trouvés dans la formation de Falang (Guanling, Chine).
Il partage beaucoup de caractères avec le genre Toretocnemus, dont les fossiles ont été trouvés aux États-Unis. Ces deux espèces sont les uniques représentants de la famille des Toretocnemidae. 
Le Qianichthyosaurus est beaucoup plus petit que l'ichthyosaure habituel, ne mesurant que deux mètres de long. Il dispose d'un nez plus court, de grandes orbites oculaires et d'une plus grande épine neurale de la queue au torse.
L'espèce type du genre s'appelle Qianichthyosaurus zhoui, et son holotype est le spécimen IVPP V11839.